# Dominikánský klášter na Zaječím ostrově
Klášter na Zaječím ostrově býval dominikánský klášter na Markétině ostrově uprostřed dnešní Budapešti. Byl založen uherským králem Bélou IV. v době tatarských vpádů a zasvěcen Panně Marii. Král založil klášter pro svou dceru Markétu, která v jeho zdech strávila svůj krátký asketický život a roku 1943 byla svatořečena.
Opatství mělo velký kulturní význam pro tehdejší uherský stát, po Markétě byla jeho abatyší i Alžběta, Bélova vnučka. Od září 1286 do srpna 1287 byla v klášteře pod kuratelou zapuzená královna Izabela, dcera neapolského krále. Jeptišky opustily konvent během turecké okupace a do dnešních dob se dochovaly pouze základy klášterních budov.
Podle sv. Markéty byl původně Zaječí ostrov přejmenován na Markétin.